# 노동자 자주 경영
노동자 자주 경영(영어: Workers' self-management)은 노동자들이 스스로 사업장을 경영함이다. 유고슬라비아 티토 대통령의 노동자 자주경영, 대한민국의 키친아트, 우진교통(청주시 우진교통), 달구벌교통, 칠레와 이탈리아 피아트 자동차 노동자들의 자주경영 등이 노동자 자주경영에 해당한다. 아르헨티나에서도 노동자들이 사업장의 점유권을 법원으로부터 인정받아서 자주경영을 하기도 했는데, 사용자들이 경영상의 어려움으로 경영을 접었기 때문이었다.

## 같이 보기
- 애자일 소프트웨어 개발
- 아나르코집산주의
- 합의 의사결정
- 평의회공산주의
- 린 생산
- 티토주의
- 노동자평의회
- 경영평의회